# Ura (langue papoue)
Pour les articles homonymes, voir Ura.
L'ura est une langue papoue parlée en Papouasie-Nouvelle-Guinée, dans la péninsule de Gazelle, dans l'Est de la Nouvelle-Bretagne.

## Classification
L'ura fait partie des langues baining-taulil qui sont rattachées à la famille des langues papoues orientales.

## Phonologie
Les consonnes et les voyelles de l'ura:

### Voyelles
|         | Antérieure | Centrale | Postérieure |
| ------- | ---------- | -------- | ----------- |
| Fermée  | i [i]      |          | u [u]       |
| Moyenne | e [e]      | ə [ə]    |             |
| Ouverte |            | a [a]    | ɔ [ɔ]       |

### Consonnes
|            |           | Bilabiales | Dentales | Alvéolaires | Dorsales | Dorsales |
| ---------- | --------- | ---------- | -------- | ----------- | -------- | -------- |
| Palatales  | Vélaires  | Bilabiales | Dentales | Alvéolaires |          |          |
| Occlusives | Sourde    | p [p]      | t̪ [t̪]    |             |          | k [k]    |
| Occlusives | Sonore    | b [b]      | d̪ [d̪]    |             |          | g [g]    |
| Fricative  | Fricative |            |          | s [s]       |          |          |
| Affriquée  | Sourde    |            |          |             | c [c]    |          |
| Affriquée  | Sonore    |            |          |             | ɟ [ɟ]    |          |
| Nasale     | Nasale    | m [m]      | n̪ [n̪]    |             | ɲ [ɲ]    | ŋ [ŋ]    |
| Roulée     | Roulée    |            |          | r [ɾ]       |          |          |
| Liquide    | Liquide   |            |          | l [l]       |          |          |

## Sources
- (en) Stanton, Lee, Topics in Ura Phonology and Morphophonology with Lexicographic Application, Thèse, Canterbury, University of Canterbury, 2007.